# João Paternoster
Giovanni Battista Celestino Paternoster, conhecido no Brasil como João Paternoster (Vigo di Ton, 4 de agosto de 1858 — Caxias do Sul, 5 de junho de 1948), padeiro e hoteleiro de profissão, foi um imigrante italiano ativo em Porto Alegre e mormente em Caxias do Sul, Brasil, onde tornou-se destacada figura pública na primeira metade do século XX. 
Membro de uma antiga e distinta família do principado de Trento, seu pai Giacomo aparentemente entrou em dificuldades financeiras em meados do século XIX, o que deve ter motivado a transferência para o Brasil, estabelecendo-se em Caxias do Sul em fins de 1876 e trabalhando como professor. O filho João, contudo, teve uma adaptação problemática, mostrou um comportamento turbulento e imoral e acabou por ser banido da colônia. Retornou alguns anos depois, casando-se em 1890 com Maria Sartori. Depois de viúvo casaria outra vez, com Marietina Sartori, prima da outra, tendo seis filhos com a primeira esposa e mais um com a segunda.  
Superando sua rebeldia juvenil, veio a ganhar o respeito da comunidade. Foi o primeiro padeiro de Caxias, permanecendo nesta atividade por muitos anos. Atuou também como sub-delegado de polícia, foi membro da comissão de obras da Catedral e da Igreja de São Pelegrino, e integrou a diretoria de influentes associações civis, entre elas a Associação dos Comerciantes e a Sociedade Príncipe de Nápoles, das quais foi um dos fundadores, mas sua fama póstuma em Caxias repousa principalmente sobre o hotel que fundou em 1911 e dirigiu até os anos 1940, o Recreio Familiar, um dos preferidos pelos turistas e políticos em viagem à serra gaúcha e sede de grandes banquetes. Recebeu várias homenagens, e hoje seu nome batiza uma rua.

## Origens

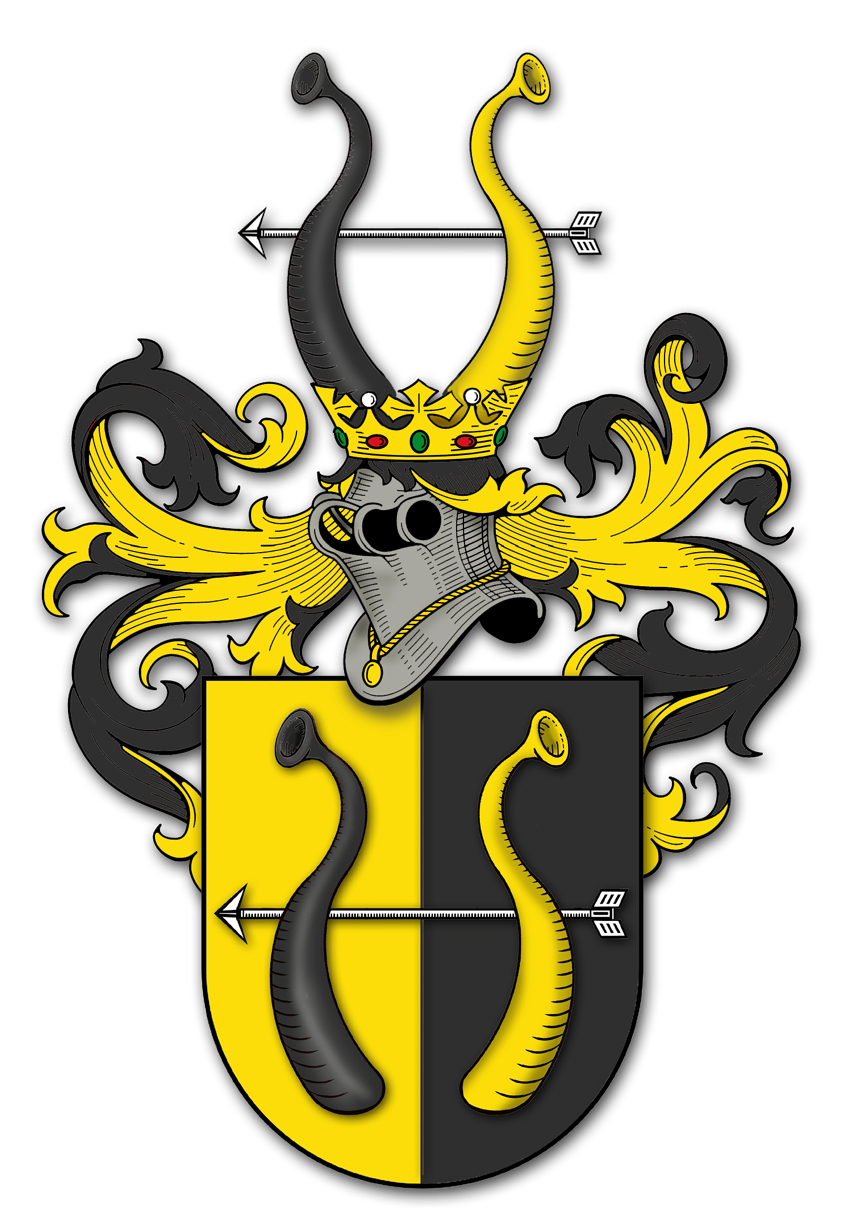
Brasão Paternoster de Romallo.

Descendente de uma família de Romallo, no Trentino, que havia lançado um ramo em Vigo di Ton, era filho de Giacomo Paternoster e Orsola dal Piaz, e teve como irmãos Giacomo Giuseppe, Doratea Teresa, Giuseppe Andrea Bonifacio, Anna Teresa, Giacomo Anselmo, Colomba, Giuditta Cattarina Maria e Anna Angela. Embora não haja uma prova direta, segundo pesquisas de Ricardo Frantz, há diversas evidências sugerindo que a família Paternoster de Romallo descende da família Paternoster de Girlan, fundada por Odolrico Paternoster de Girlan, atestado entre 1220 e 1242, filho do dominus Wolfer de Girlan-Altenburg, cavaleiro, mordomo do conde de Appiano e burgrave de Altenburg.
O núcleo de Romallo foi fundado em torno de 1450 com o nascimento de Antonio Paternoster. Não se sabe se ele nasceu em Romallo, mas ali deixou grande descendência. Sua família fez parte da comunidade dos vicini (cidadãos livres com direitos políticos) e desenvolveu uma atuação relevante na organização dos estatutos comunais e nas atividades do Conselho.
João nasceu em 4 de agosto de 1858 em Masi di Vigo, um local em Vigo di Ton onde havia um grupo de fazendas pertencente aos condes Thun, nas quais sua família havia se instalado como arrendatários cerca de um século atrás, vivendo como agricultores, madeireiros e artesãos da madeira. O fundador do seu ramo, Giuseppe Paternoster, filho de um grande comerciante de madeira de Romallo, casou em Vigo di Ton com uma parente do superintendente das fazendas dos Thun, depois viveu no castelo deles em Vigo di Ton servindo-os como mestre carpinteiro e madeireiro, e em 1767 recebeu dos seus patrões o arrendamento da Fazenda Bastianelli em Masi di Vigo. Essa associação com a família dominante continuou até o século XIX, o que deu aos Paternoster estabilidade financeira e a possibilidade de prosperar acima da média dos vicini da época.
Giacomo, pai de João, recebeu educação superior e quando jovem desempenhou a função de professor público em Flavon, recebendo elogio do síndico (prefeito) pela sua competência e zelo no ofício e pelo seu modo de vida exemplar. Depois foi alto funcionário do conde Matteo Thun e chegou à posição de síndico de Vigo di Ton. A causa de sua emigração é incerta. Aparentemente a família passou a enfrentar sérias dificuldades econômicas em meados do século XIX. Giacomo e seu irmão Andrea haviam feito em 1854 um vultoso empréstimo de mil florins com a Igreja de São Martino de Vervò, da qual seu parente Antonio Paternoster era ecônomo, dois anos depois a igreja reclamou juros do empréstimo, e na década seguinte os irmãos colocaram em leilão cerca de vinte propriedades que possuíam em Vigo e Mezzolombardo. A dívida deve ter causado um grande abalo em suas finanças, embora pouco antes de viajar Giacomo estivesse empregado como escrivão, contabilista e perito agrimensor do conde Matteo Thun, a quem servia há cerca de vinte anos. Viajou acompanhado da esposa Orsola e dos filhos Maria, Angela e Giovanni Battista (João), desembarcando no Rio de Janeiro em 29 de novembro de 1876. Ao chegar, munido de uma carta de recomendação fornecida pelo conde Thun e com a ajuda do Barão de Teffé, Giacomo obteve do Governo Imperial uma nomeação como professor. Finalmente chegou a Caxias do Sul em 12 de dezembro, instalando-se nos lotes 40 e 41 da Sede Dante, o centro do povoado, onde construiu uma casa e uma pequena escola, a primeira de Caxias.
Mal terminada sua instalação, a filha Angela faleceu. Giacomo passou a dar aulas particulares em sua escola, ensinando em italiano, sendo o primeiro professor profissional atestado em atividade no local, ajudado por sua filha Maria. Em 1879 foi contratado pelo Governo do Estado, sendo o primeiro professor público de Caxias. Giacomo faleceu em data que se ignora, provavelmente em 1888. Neste ano sua esposa passou a viver na Casa Canônica, servindo como governanta e colaborando na escola paroquial, falecendo em 29 de agosto de 1899. A filha Maria foi a primeira professora documentada na sede urbana, depois casou com o ferreiro Carlin Fabris e foi morar na zona rural. A filha Doratea Teresa, mais conhecida como Teresa, chegou em 1888, casando com Felice Rossi. Era também professora mas ficou mais conhecida nos meios religiosos e beneficentes, sendo uma das fundadoras e conselheira da Associação Damas de Caridade e apoiadora da Escola Normal São José, lembrada por Gardelin & Costa como “benemérita e inesquecível”, elogio repetido por Adami.

## Vida em Caxias do Sul

### Mocidade e primeiro casamento

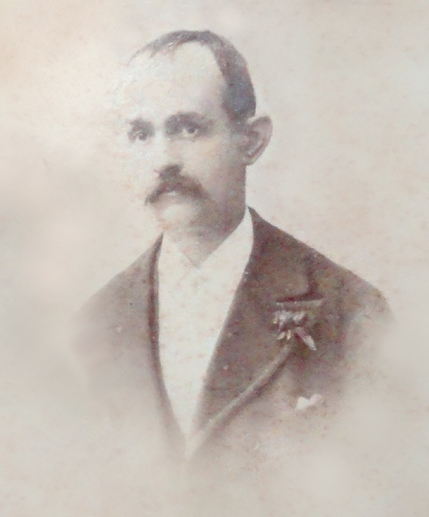
João Paternoster em torno de 1896.

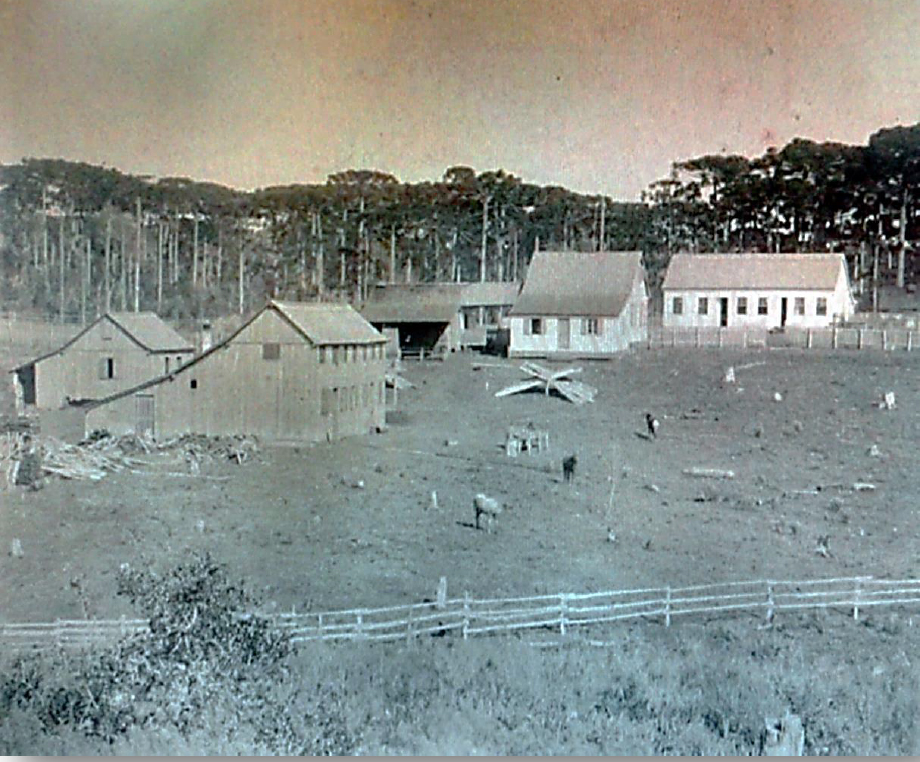
As primeiras casas do bairro São Pelegrino em torno de 1890. A casa branca da extrema direita, com duas portas e seis janelas, é a casa de João e Maria Sartori, sendo a outra, do lado de cá da Estrada Rio Branco, de Rafael e Amália Buratto. Os pavilhões em primeiro plano à esquerda são a cervejaria de Rafael.

João havia se ocupado na atividade de confeitaria e padaria em sua cidade natal, chegando com atestado de proficiência emitido por autoridades de Vigo. Logo após ajudar o pai na construção da sua casa e escola, passou a trabalhar como ajudante do major Augusto de Miranda na Diretoria de Terras e Colonização. Seu primeiro registro público o mostra em 1877 envolvido em uma briga, ocorrida durante um baile e provocada por soldados bêbados, que resultou na morte da moça que lhe fazia par, alvejada com um tiro nas costas. Um depoimento de sua filha Graciema Paternoster ao Arquivo Histórico Municipal refere que o pai em sua juventude era dado a festas e a arranjar confusões, tendo um bandônio com o qual “deixou todo mundo louco aqui em Caxias, [...] porque ele fazia farra dia e noite com aquele bandônio. Ele fazia uma revolução aqui em Caxias. [...] Ele era da folia, imagina com bandônio”. Pouco depois, em 1880, foi expulso da colônia pelo prazo de um ano, "por vagabundo, e por falta com a ordem e com a moralidade pública".
Retirando-se da colônia, passou algum tempo em local desconhecido. Uma carta escrita por seu pai à filha Teresa em 1884 sugere que João já havia retornado, e seguramente estava em Caxias em 1º de janeiro de 1887, participando da fundação da Sociedade Príncipe de Nápoles, a principal associação de mútuo socorro criada pelos imigrantes. Mais tarde seria conselheiro da Sociedade.
Em 9 de julho de 1890 casou-se com Maria, filha de Salvador Sartori, rico comerciante e influente político que poucos dias antes havia sido empossado como membro da primeira Junta Governativa da vila. Maria nesta altura já era viúva do barão João Daniel von Schlabendorff, e havia tido com ele um menino e uma menina, Avelino e Adelina, mas perdera os três numa epidemia de tifo entre 1888 e 1889. Depois do casamento, João passou a residir na casa que a esposa herdara do finado, no arraial de São Pelegrino, um pouco fora do centro urbano. Através da herança da esposa João tornou-se proprietário de uma considerável extensão de terras, que mais tarde deram lugar à formação do atual bairro São Pelegrino, bem como de um curtume e uma selaria que o barão possuía, e logo abriu outra padaria. Marcos Kirst falou sobre este negócio: “Pão quentinho e do dia podia ser adquirido na padaria de João Batista Paternoster, a primeira de Caxias do Sul, situada na Rua Grande (mais tarde, Avenida Júlio de Castilhos) em frente ao atual Hospital Pompeia. Pasternoster produzia o pão em um forno construído especialmente para ele por Félix Laner e vendia toda a produção a 200 réis o quilo”.
Em torno de 1895, alugando sua casa, mudou-se para Porto Alegre, onde abriu mais uma padaria, em sociedade com Miguel Zanandrea. Em Caxias o casal já tivera duas filhas, Graciema e Adélia, e em Porto Alegre nasceram Angelina e Dante. O negócio de João acabou incendiando, e a família voltou para Caxias do Sul antes de 1899, ano em que João foi indicado sub-delegado de polícia do 1º Distrito. Em 1900 nasceu sua quinta criança, Ignez. No mesmo ano organizou com um grupo de amigos de Porto Alegre uma viagem de negócios a Paris, com o objetivo de visitar a Exposição Universal de 1900.
Nesta altura João já havia amealhado respeitável patrimônio e começava a se tornar uma figura conhecida. Em 1901 participou da fundação da Associação dos Comerciantes, que reuniu a elite do empresariado caxiense, sendo membro suplente da Diretoria. Logo em seguida João abriu outra padaria, chamada Del Paron de la Casa, localizada no centro urbano, reinstalando-se em 1902 na sua casa em São Pelegrino.

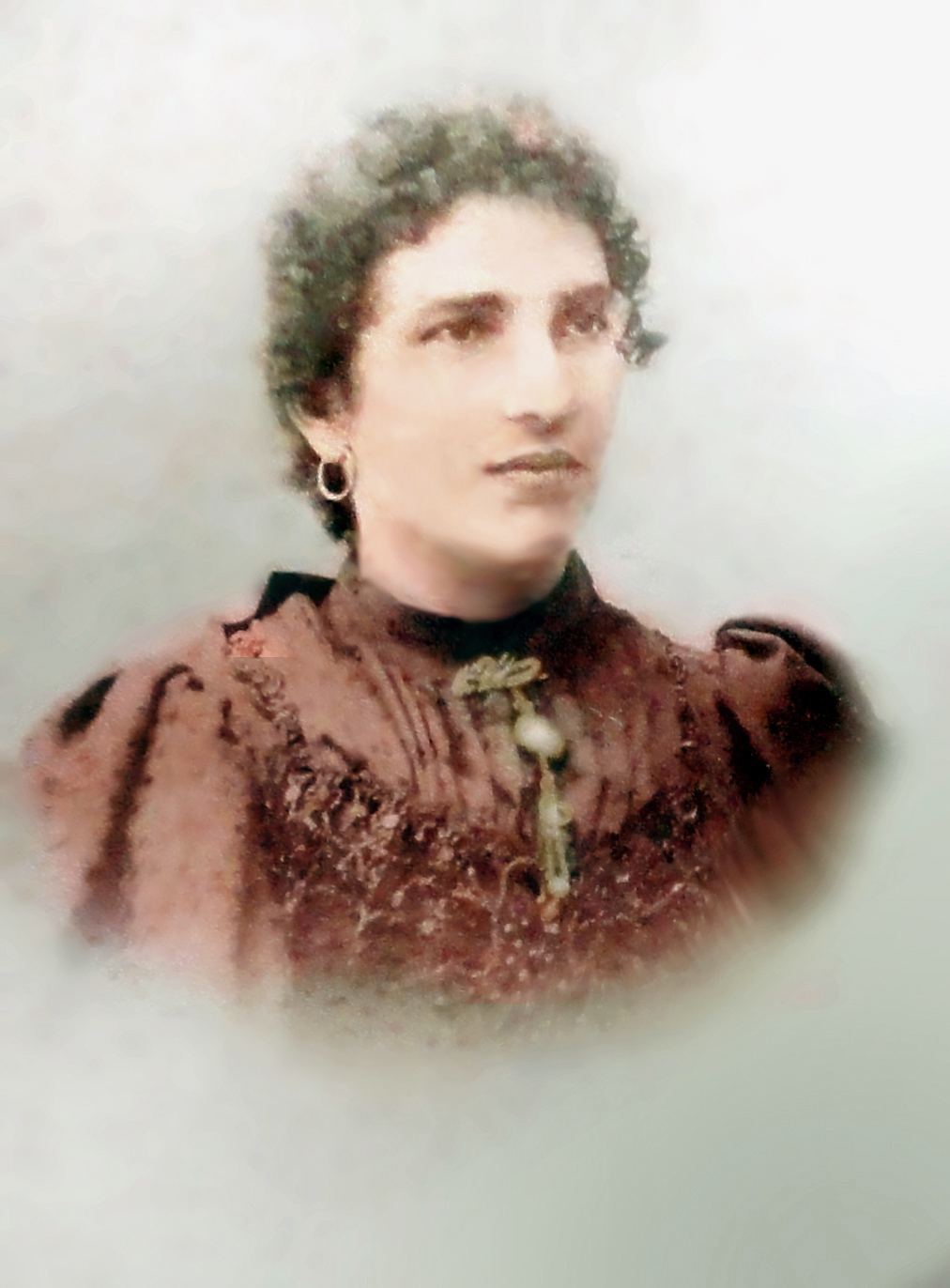
Maria Sartori Paternoster.

Costamilan oferece um vívido relato sobre a esposa de João, que se tornou notória na vila por seus hábitos avançados para sua época: 
“A partir de seu casamento com João Paternoster, naquele longínquo 1890, começou, para Maria, uma vida nova e bem oposta àquela a que estivera habituada, em que todos os seus caprichos e desejos eram satisfeitos. João, apesar de ter boa cultura, era avesso a formalismos e etiquetas, por vezes rude em seu modo de ser; de gênio reservado, falava pouco e dificilmente ria. [...] Foi inevitável, dessa forma, o choque de personalidades entre ele e Maria, que fora ensinada por Daniel a portar-se como uma dama e assim se tinha havido enquanto ele vivera, mas era evidente que seu mundo começava a desabar".
O historiador continua, falando do tempo em que haviam voltado a Caxias após a temporada porto-alegrense:
"A errante Maria, agora com cinco filhos para criar, já tinha se conformado de que não era mais a ‘baronesa’ e começava a dar mostras de seu lado Sartori, ainda não revelado inteiramente.Ver nota:  A par de sua casa João havia construído canchas de bochas, assim como Rafael Buratto tinha feito, e era nesses locais que diariamente se reuniam os apreciadores de tal esporte. Um dos muitos compadres de Maria, o sr. José Casara, popularmente conhecido como Beppi Casara [...], era dos mais assíduos frequentadores das canchas, e não raras vezes, quando faltasse um companheiro para completar o quadro de  jogadores, ele se punha a berrar naquele seu modo característico e sem qualquer cerimônia: ‘Comadre, aqui está faltando um parceiro: não quer jogar?’ Maria não se fazia de rogada e logo respondia: ‘Vou indo’, ao mesmo tempo em que tirava seu inseparável avental e lá se ia para disputar, ombro a ombro com os marmanjos, renhidas e sonoras partidas de bochas, algo inusitado para os padrões da provinciana Caxias, e que levava muitas de suas comadres a arregalar os olhos de espanto...
“Não bastasse isso, havia nas redondezas uma raia para corrida de cavalos, na avenida Júlio de Castilhos, altura da atual clínica Del Mese, e que se prolongava em direção à rua Pinheiro Machado; ali, aos domingos e feriados, eram realizados os páreos, via de regra com grande afluência de público, que tinha nessa quadra de esportes e nas canchas de São Pelegrino o seu único local para divertimentos. Em tais corridas, sempre um ou outro se destacava por sua habilidade, e era comum tais pessoas se porem a contar vantagens e a dizer que ninguém as venceria. Pois bem: toda vez que Maria ouvisse alguém gargantear desta forma, não deixava por menos: desafiava o valentão na mesma hora para uma carreira, e lá se ia ela, altiva em seu fogoso Tobiano, mostrar a todos com quantos paus se faz uma canoa, um novo motivo de desencanto para as comadres, que murmuravam, inconformadas: ‘Quem te viu e quem te vê’... “.
Poucos meses depois de nascer seu sexto rebento, outra menina, Ida, a esposa de João contraiu tifo e faleceu em 11 de fevereiro de 1903.

### Segundo casamento e projeção na comunidade

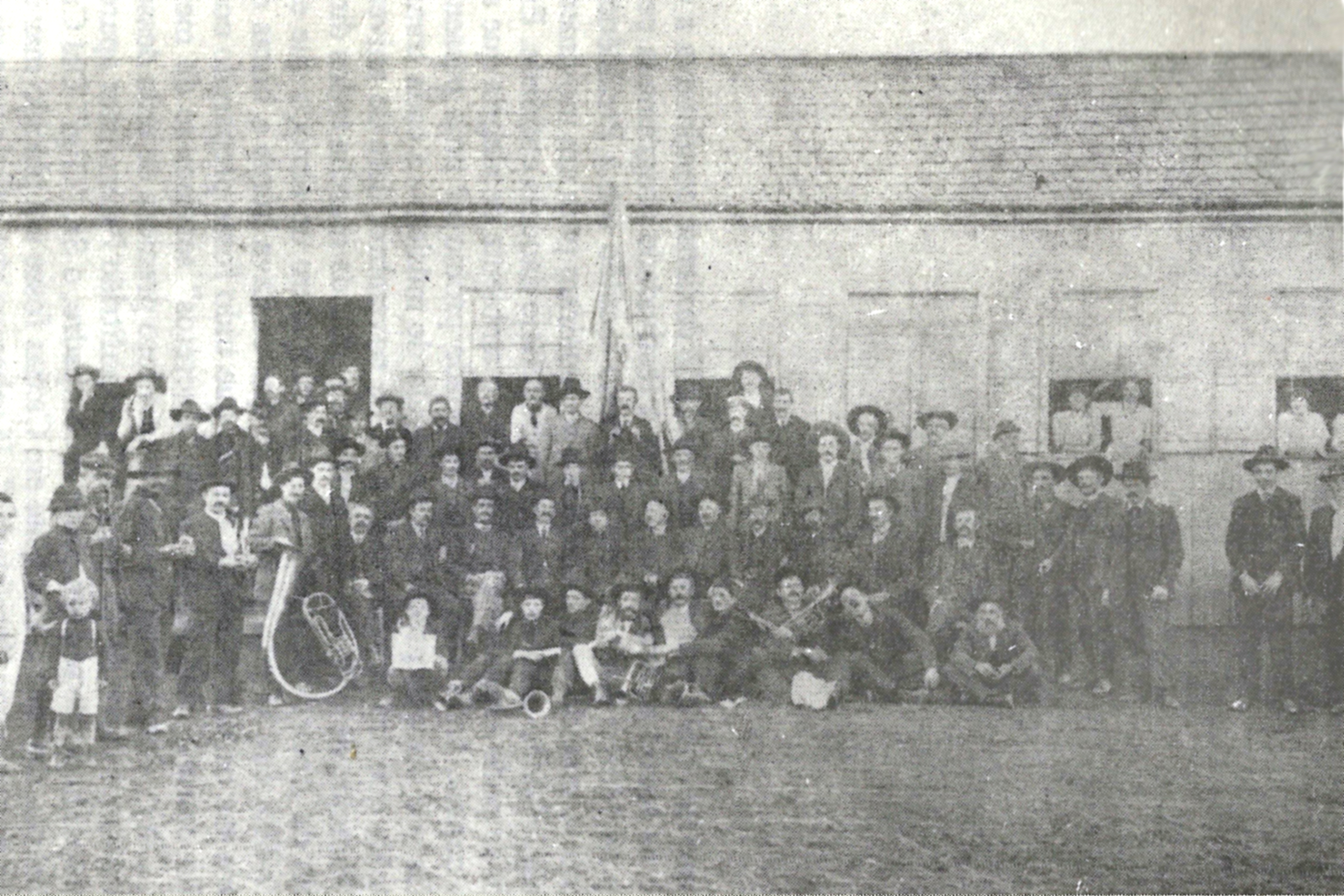
A casa que foi de João Paternoster e Maria Sartori em 1910, quando ele já havia transformado parte dela em bodega e dava lautos banquetes de encomenda. A foto mostra os membros da Sociedade Príncipe de Nápoles na comemoração dos 23 anos da entidade. Em 1911 este prédio deu lugar ao hotel.

Para ajudar no cuidado da grande prole de João, todos ainda de pouca idade, uma prima de Maria, também chamada Maria Sartori, mais conhecida como Marietina, passou a morar na sua casa, mas não tardou que ambos se envolvessem afetivamente, vindo a casar em 20 de agosto de 1904, e gerando mais um filho, Pery.
Enquanto isso, o arraial de São Pelegrino, situado numa das principais entradas da vila, se tornava uma área de recreio para a população caxiense, e a presença da Capela de São Pelegrino, fundada a poucos metros da sua casa por sua cunhada Amália Sartori e o marido Rafael Buratto, fazia do arraial também um polo de devoção religiosa. Aproveitado a localização favorável e o crescente afluxo de público, João transformou parte de sua casa em bodega, onde passou também a organizar bailes e banquetes de encomenda para privados e para as diversas associações civis que foram fundadas na vila. Uma notícia publicada em 1909 no jornal O Brazil dá uma visão do cenário:
“Com extraordinária concorrência, efetuou-se na segunda-feira a tradicional Festa de São Pelegrino, no arraial de mesmo nome. Pela manhã, na igrejinha do bairro, foi rezada missa solene, perante grande concurso de fiéis. Durante o dia, em frente ao templo, fez-se ouvir uma banda de música e avultado foi, até ao crepúsculo, o número de cavalheiros e famílias da vila, que circularam pelo arraial, a pé e de carro. À noite, na residência do Sr. Rafael Buratto, e na do nosso amigo João Paternoster, realizaram-se animados bailes, que encerraram brilhantemente o programa da festa”.
Em 1910 na mesma área foi instalada a estação ferroviária, o que aumentou o trânsito de pessoas. O sucesso dos seus banquetes e a grande frequência de público na redondeza fez com que em 1911 demolisse a antiga residência e erguesse no lugar um confortável hotel, o Recreio Familiar, também conhecido como Pensão ou Hotel Paternoster, estabelecido com o expressivo capital de 150 contos de réis. O hotel funcionava em dois prédios, um composto apenas de quartos, e outro onde estava a área de atendimento e convívio dos hóspedes, mais um salão de festas/restaurante, e onde a família também residia. Ele se tornaria famoso na história da cidade, sendo constantemente requisitado para sediar importantes eventos e festas e dando pouso para políticos em trânsito e para os primeiros turistas que vinham de Porto Alegre passar o verão na serra gaúcha. Disse Rodrigo Lopes em matéria na página "Memória" do jornal Pioneiro:

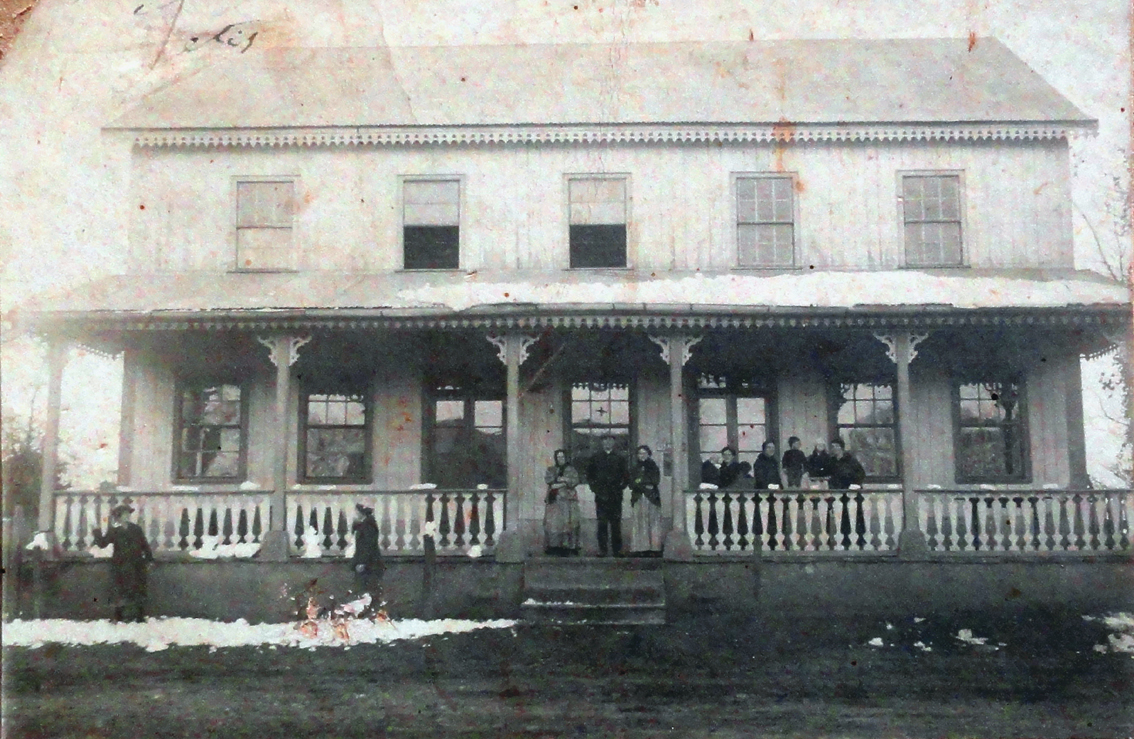
O prédio principal do hotel em 1918, após uma nevasca. João está na entrada, junto com familiares.

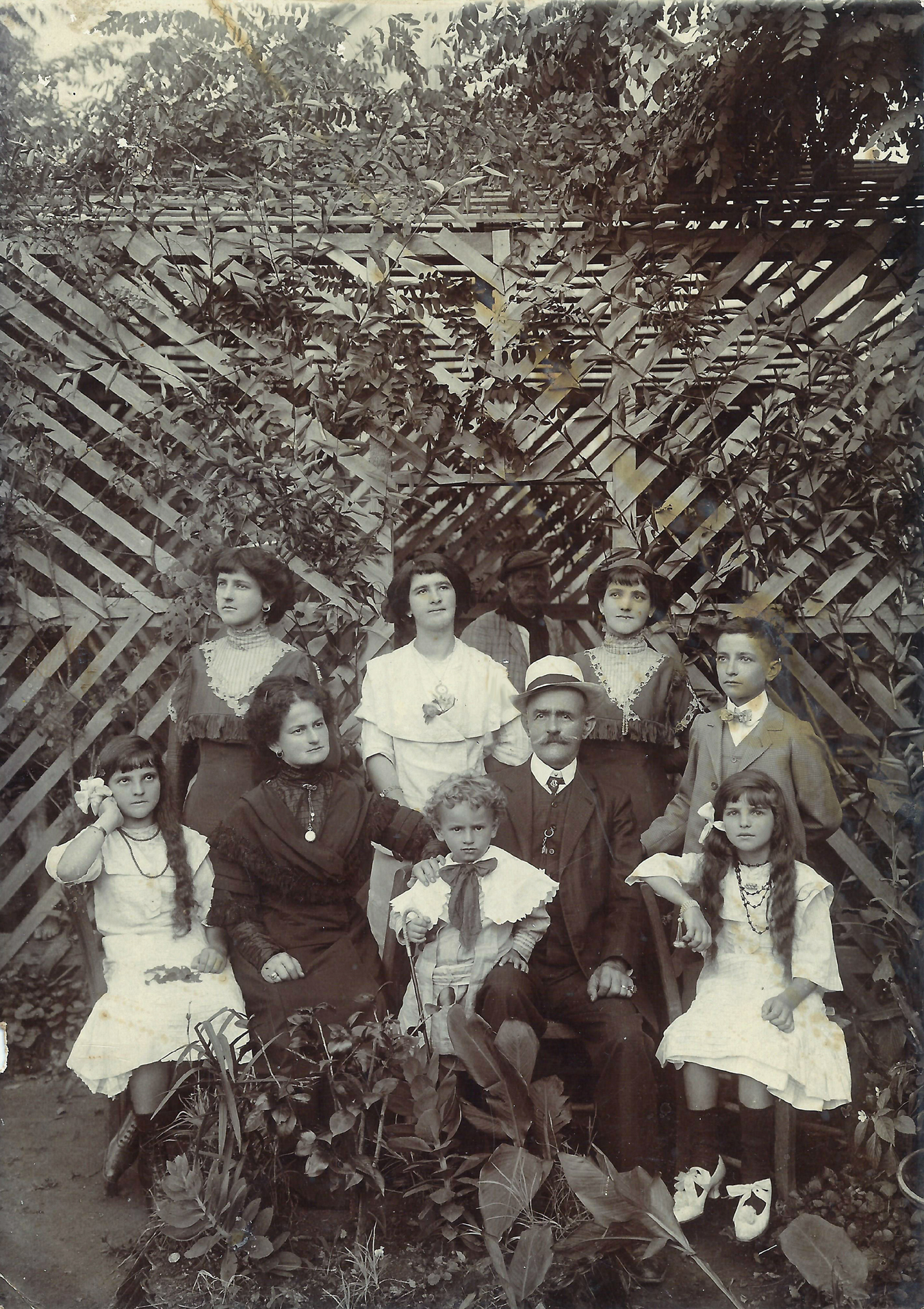
A família de João Paternoster em torno de 1910, com a segunda esposa e todos os filhos. Atrás estão Graciema, Angelina, Adélia e Dante. Na frente, aparecem Ignez, Marietina, Pery João e Ida.

"O hotel, aliás, foi um dos primeiros empreendimentos a se instalar na via [hoje a avenida Rio Branco], que concentrou ainda diversos outros estabelecimentos clássicos da cidade. Entre eles a Igreja São Pelegrino, a Vinícola Mosele (onde hoje situa-se a Receita Federal), a Sociedade Brasileira de Vinhos, o quartel onde foram realizados os festejos do cinquentenário da imigração italiana, a Padaria Rio Branco e a Igreja dos Capuchinhos. [...] Situado no bairro São Pelegrino, em uma área nobre da cidade, o Hotel Recreio era uma referência recreativa na sociedade caxiense da época. Além disso, a proximidade com a estação férrea e o centro facilitava o trânsito dos hóspedes. Famílias e amigos se encontravam no final de semana para almoçar, fazer piqueniques, jogar cartas e conversar na varanda. Com formação gastronômica na Itália, João Paternoster tinha consciência de servir pratos e bebidas de excelente qualidade aos clientes. O anúncio veiculado em 1913 salientava o caráter familiar e refinado cardápio, acompanhado por bebidas nacionais e importadas”.
Para Mário Gardelin, com seu hotel João foi "o precursor da indústria do turismo em nosso meio", e segundo Tonet, Tonet & Seerig, "o hotel foi também precursor do turismo ecológico da região. Seus hóspedes participavam de diferentes atividades inerentes ao funcionamento da casa, como a colheita de frutas e hortaliças e a produção de salames e doces, além de alimentarem e selarem as montarias, antes de passeios equestres".
João nesta época permanecia com sua padaria funcionando, expondo seu “saborosíssimo pão” na grande Exposição Agro-Industrial de 1913 e sendo premiado, abrindo mais uma loja com Bortolo Triches neste mesmo ano, pretendendo torná-la uma "padaria modelo", mas logo o hotel assumiria o primeiro plano em seus interesses comerciais, ficando em funcionamento até os anos 1940, quando foi alugado para terceiros.
Ao mesmo tempo, seu engajamento em outras atividades públicas também crescia. “Republicano convicto”, envolveu-se na política, foi nomeado capitão da Guarda Nacional, e foi membro do Centro Borges de Medeiros. Representou a Intendência em um processo de cobrança geral de dívidas ativas da população em 1911. Entre 1899 e 1910 foi sub-delegado de polícia, designado para o 1º Distrito (a sede urbana), assumindo por duas vezes a titularidade interina da Delegacia.
Em 1905 foi eleito titular de uma das Diretorias da Associação dos Comerciantes; no mesmo ano fez parte de uma comissão que coletaria produtos destinados a uma exposição-feira em Porto Alegre, e foi nomeado fiscal de obras municipal para o 3º Distrito. Participou da comissão de organização das comemorações pela chegada do trem em 1º de junho de 1910, uma das maiores festividades comunitárias de Caxias em seus primeiros anos; e em 1912, quando a Associação dos Comerciantes foi reativada depois de um recesso, assumiu novamente a titularidade de uma das Diretorias, sendo reeleito no ano seguinte, e atuando na entidade por muitos anos, contribuindo para que ela se consolidasse como o principal poder civil depois da Intendência e do Conselho Municipal. A Associação mantinha interesses em múltiplos níveis além do comércio e determinou parte importante dos rumos que a cidade tomava, permanecendo ativa e influente até hoje, ora com a denominação de Câmara de Indústria, Comércio e Serviços de Caxias do Sul.
Foi um dos fabriqueiros da Catedral, atestado de 1917 até 1924, quando presidiu a comissão dos fabriqueiros; e estreitou seus laços com a Igreja de outras maneiras, integrando a comissão organizadora das homenagens ao cônego João Meneguzzi em 1921 e da recepção ao visitador apostólico dom Bento Lopes em 1924. Mais importante ainda, foi secretário da Sub-Comissão de Propaganda da Comissão Pró-Caxias, criada no governo do intendente Celeste Gobbato (1924-1928), com uma seleção de próceres da comunidade, com o objetivo de "colaboração junto aos poderes públicos municipais na solução dos variados problemas que afetam a vida de Caxias". Segundo Alves, sendo composta em sua maioria por religiosos, “essa sub-comissão demonstra a penetração que a Igreja conseguiu estabelecer no governo local". A pesquisadora continua: 
"A Igreja não participara diretamente do processo eleitoral de 1924, mas investira durante longo tempo na organização e formação de um ‘grupo de pressão’, cuja atuação lhe facilitasse o acesso ao poder político com vistas a influenciar suas decisões. A instituição católica não administraria o município por conta própria, no entanto, estava organizada para influenciar e mudar aspectos da sociedade, segundo seus interesses. [...] De todas as sub-comissões a que mais se destacou, enquanto atuação, foi a de Propaganda, pois estando nas mãos da hierarquia eclesial, estavam à disposição da máquina governativa a imprensa católica, os sermões dominicais, as capelas... Em reunião realizada pela Sub-Comissão de Propaganda, no dia 7 de setembro de 1925, presidida por Meneguzzi, estavam presentes
[...] muitos commerciantes e industrialistas, bem como o sr. Vigário da 3ª Legua, rev. Angelo Donato e o Dr. Celeste Gobbato. Com enthusiasmo os presentes subscreveram elevadas quantias, collocando-se a disposição da Commissão Pro-Caxias, para propagar e levar avante esta tão util e nobre iniciativa, que bem demonstra, mais uma vez, o civismo deste povo laborioso [...] 
“Tanto as quantias arrecadadas pela Comissão de Propaganda como pela Caixa de Depósitos Populares, destinavam-se às obras do Plano de Metas, traçado pelo governo republicano. No plano traçado pela Igreja, para valorização e apoio ao governo de Celeste Gobbato, além das constantes matérias publicadas na imprensa católica enaltecendo o intendente e o seu desempenho, havia a necessidade de esse administrador participar das frequentes comemorações promovidas pela Igreja. Festas aos Santos, missas de aniversários, bençãos de sinos em várias capelas. [...] À medida que a hierarquia eclesial articulava a propaganda do Intendente e sua ‘laboriosa administração’, o governo municipal, por sua vez, autorizava subvenções aos padres ou intermediava a liberação de benefícios doados pelo Governo do Estado".
Ele continuaria desempenhando uma vida pública ativa até pouco antes de falecer. Em 1934 foi um dos organizadores e financiadores da IV Festa da Uva, numa época em que o evento já se tornara uma feira agro-industrial e atração turística de âmbito estadual, e nos anos 1940 incorporou-se à comissão de obras da nova Igreja de São Pelegrino, doou um terreno para a ereção do monumental edifício e foi um dos paraninfos da cerimônia de lançamento da pedra fundamental em 1944. Já tinha quase noventa anos. Seus anos derradeiros foram passados no seio da família, falecendo naturalmente em 5 de junho de 1948.

## Legado

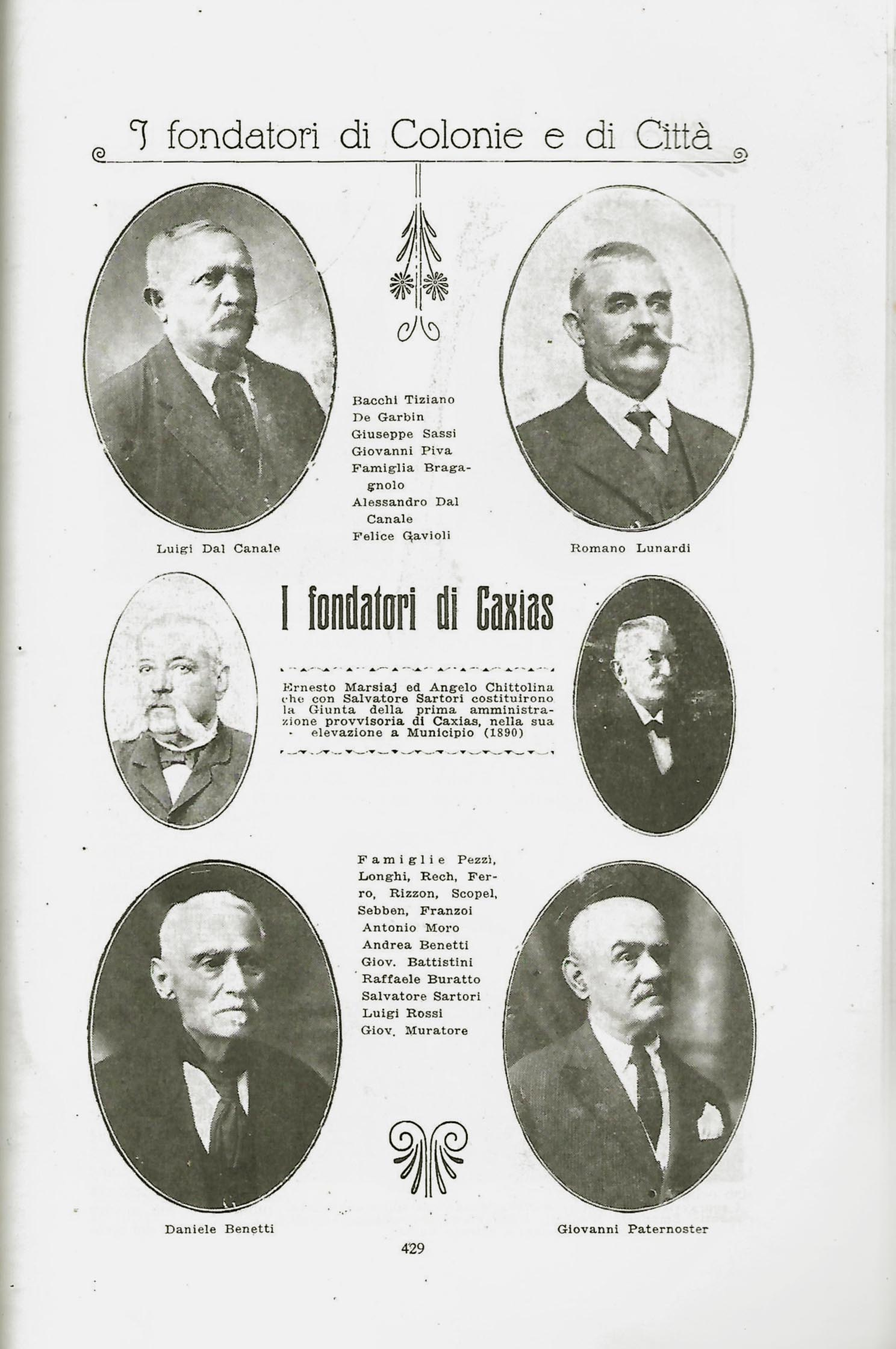
Página do álbum Cinquantenario della Colonizzazione Italiana nel Rio Grande del Sud, 1875-1925, onde João aparece celebrado entre os principais fundadores da cidade (sua foto no canto inferior direito).

João Paternoster foi figura de relevo na comunidade ao longo da maior parte de sua vida e "nome exponencial na história do desenvolvimento do Bairro São Pelegrino", ocupou uma série de posições de influência, manteve um hotel que permaneceria vivo na memória coletiva local, colaborou na construção das duas mais importantes igrejas da cidade, e recebeu várias homenagens em vida e postumamente, embora seu filho Pery o descrevesse como homem simples e modesto, que nunca se julgara merecedor de aplauso. Seu papel destacado na fundação e nos primeiros tempos da Associação dos Comerciantes foi assinalado quando a entidade comemorou seu 11º aniversário, sendo chamado de... 
"[...] um dos valentes pioneiros que abriram caminho com a sua dedicação e os seus esforços para o triunfo da corporação que fundaram e que tem sobrevivido com influência sempre crescente a todos os embaraços e dificuldades que se lhe têm deparado na sua marcha. [...] Nos documentos arquivados na Associação se encontram os traços evidentes da operosidade e da boa vontade de todos os membros de sua primeira diretoria, que tiveram de lutar, como é natural no início de qualquer instituição, contra obstáculos quase insuperáveis".
Em 1925, quando foi comemorado o cinquentenário da imigração italiana no estado, seu elevado conceito já estava consolidado, sendo consagrado num grande álbum comemorativo dos 50 anos da imigração italiana, publicado pelo Governo do Estado em cooperação com o Governo da Itália, onde foi saudado como “uma das individualidades expoentes da fundação de Caxias”, sendo um dos seis indivíduos destacados com uma fotografia na seção respectiva aos fundadores, e no segundo volume da publicação seu hotel foi elogiado como "o preferido pelas famílias aristocráticas". Na mesma data seu nome foi inscrito entre os fundadores da cidade num Livro de Ouro criado pela Municipalidade. Em 1940 foi homenageado junto com os fundadores ainda vivos da Sociedade Príncipe de Nápoles. Em 1941 foi objeto de efusiva homenagem junto com os outros fundadores da Associação dos Comerciantes ainda vivos, recebendo o título de sócio honorário, em uma solenidade de “brilhantismo inexcedível”, ocasião em que a entidade foi reconhecida como de utilidade pública pela Prefeitura. Em 1947 foi citado como figura digna de “profundo respeito” e ”grande veneração” pelo vereador e candidato a prefeito Américo Ribeiro Mendes, como um dos “imigrantes indômitos que foram os primeiros povoadores deste município e fundaram esta admirável cidade, [...] intrépidos arautos do trabalho e do progresso”. Ao falecer em 5 de junho de 1948, a Assembleia Legislativa do Estado aprovou por unanimidade um Voto de Pesar, e, no elogio fúnebre que lhe fez, o deputado Luiz Compagnoni disse:

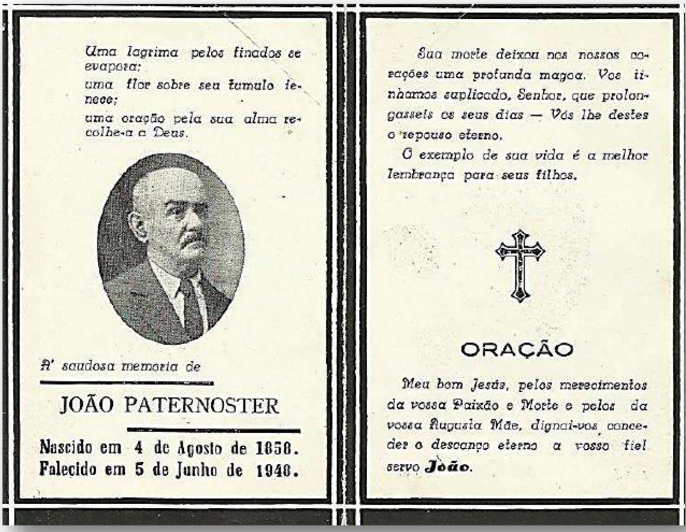
Lembrança de falecimento de João Paternoster.

“Sábado último, na cidade de Caxias do Sul, faleceu o sr. João Paternoster. Trata-se de um pioneiro da colonização italiana no Rio Grande do Sul. Faleceu ele com noventa anos de idade, tendo deixado grande, honrada e laboriosa descendência. [...] João Paternoster, em seus noventa anos de vida, acompanhou o progresso crescente da metrópole do vinho. Desde a pequena aldeia, vila, município, cidade e metrópole industrial, João Paternoster esteve sempre ao lado dos caxienses cooperando no seu progresso. [...] Italiano de nascimento, nós devemos proclamar o patriotismo, não só de João Paternoster, mas de todos aqueles que souberam fazer como ele, elegendo a terra brasileira como sua segunda pátria”.
O historiador Mário Gardelin também escreveu um obituário:
"[...] Como cidadão, dotado de grande espírito público, João Paternoster participou ativamente da vida social da cidade. [...] Como católico, convicto que era, participou de inúmeras entidades religiosas da cidade; foi por longos anos presidente da Fabriqueria da Matriz de Santa Teresa (Catedral), tendo sido, igualmente, um dos esteios da hoje Paróquia de São Pelegrino, bairro em que viveu quase toda a sua longa existência de nonagenário. Homem probo, afável e de sólida formação de caráter, em todas as funções que exerceu granjeou elevado conceito e se impôs à estima e à consideração dos seus concidadãos, especialmente entre os agricultores e as pessoas humildes, que o procuravam sempre como amigo e conselheiro".
Em 1949 sua memória foi novamente lembrada, quando Manoel Peixoto de Abreu e Lima, antecipando as comemorações do 75º aniversário de Caxias, o citou “com veneração e com respeito” como um dos “desbravadores e iniciadores do nosso progresso agrícola e comercial”. Em 1950 foi citado entre os primeiros industriais da cidade no grande álbum Documentário Histórico do Município de Caxias do Sul 1875-1950, Comemorativo do 75º Aniversário da Colonização, publicado pela Prefeitura, sendo ressaltada sua participação na fundação da Associação dos Comerciantes como um daqueles personagens que mereciam permanecer "em relevo nos anais da história do município, como pioneiros de um grande e útil empreendimento social", e em 1951 Américo Ribeiro Mendes voltaria a falar dele, quando relembrou os pioneiros da cidade e disse que João fora um dos “homens denodados e devotados ao trabalho” que demonstravam “o quanto pode o braço forte e persistente do homem”, elogio repetido pelo historiador João Spadari Adami em seu livro Caxias do Sul.
Em 1953 foi decidido dar seu nome a uma escola, sendo louvado na Câmara pelo vereador Guilherme do Valle Tönniges, encarecendo que ele “emprestara sempre o seu idealismo e dedicação na batalha pela construção de Caxias”. Na inauguração da escola, foi elogiado pelo prefeito Euclides Triches, conforme narra a imprensa da época: "[...] Seguiu-se com a palavra o major Euclides Triches, que, entre outras coisas, disse que à infância e à mocidade não deviam servir de exemplo, somente, as virtudes dos vencedores de batalhas, dos grandes heróis, mas, também, as dos homens simples e bons que souberam, com o seu trabalho e com sua devoção à família, legar aos seus descendentes um imenso patrimônio de caráter, dignidade e honestidade".
O ex-vice-prefeito e historiador Angelo Ricardo Costamilan dedicou vários trechos a João Paternoster em seu livro Homens e Mitos na História de Caxias (1989), mas concentra-se na primeira metade de sua vida. Quando foi criada a Casa de Memória da Paróquia São Pelegrino foram instalados em exibição permanente vários painéis narrando a evolução do bairro e da paróquia, onde a história das famílias Sartori, Buratto e Paternoster figura com destaque. Esta mesma história constitui um dos eixos estruturadores da primeira parte do livro São Pelegrino: quem te viu, quem te vê, publicado em 2015 pelos historiadores Charles Tonet, Tânia Tonet e Ana Seerig, que também descreve a evolução do bairro. Valdir dos Santos incluiu a data de falecimento de João Paternoster na sua cronologia de fatos históricos caxienses no jornal Ponto Inicial, recordando a sua “presença atuante na vida comunitária”, e Roni Rigon e Rodrigo Lopes recentemente escreveram na coluna "Memória" do jornal Pioneiro vários pequenos artigos sobre ele, destacando especialmente o seu famoso hotel, pelo qual João é hoje mais lembrado. Porém, o hotel já não existe, tendo sido demolido em 1990, após ser transformado sucessivamente em escola do Município, pensão e escola de música. A demolição gerou polêmica, pois muitos queriam-no preservado pelo seu grande valor histórico. Seu nome batiza uma rua em Caxias.

## Descendência
Com Maria Sartori:

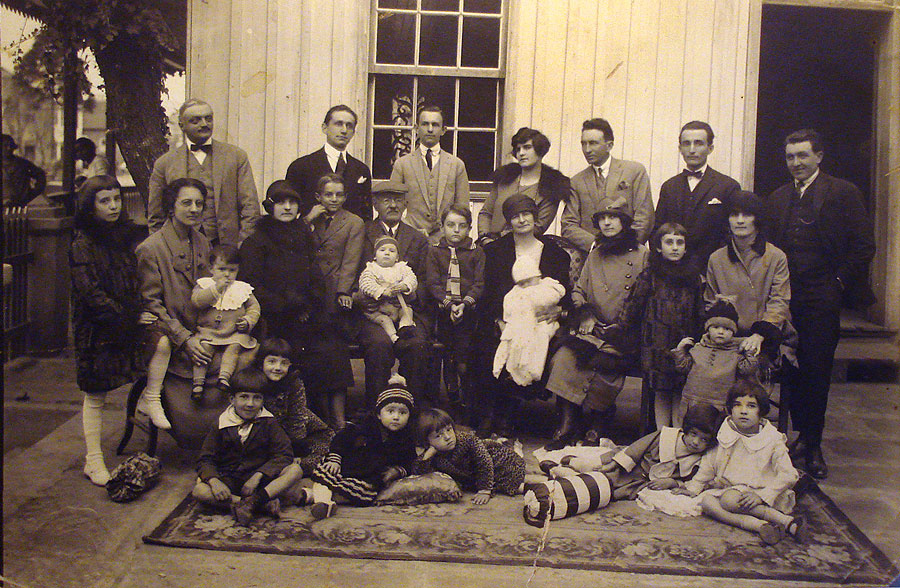
João Paternoster, já um patriarca, e sua grande família nos anos 30. Da esquerda para a direita, por trás: Attilio Pieruccini, Deodato Canozzi, Pery, Ida, José Costamilan, Dante e João Costamilan. Na fila do meio: Lourdes, filha de Adélia; Graciema, com sua filha Graziela ao colo; Ignez; o menino Oswaldo, filho de Graciema; o patriarca João com o neto Nelson ao colo, filho de Adélia; o menino José, filho de Graciema; Marietina Sartori, segunda esposa de João, com um neto não identificado ao colo; Adélia, e sua filha Hilda, e Angelina, com a filhinha Nelly à sua frente. Esparramados no tapete estão Breno, filho de Adélia; Isay, filha de Graciema; ?; Carmen, filha de Ignez; Sarita e Liró, filhas de Angelina.

- Graciema, casada com Attilio Pieruccini, alfaiate e industrial do vinho, um dos fundadores do Recreio da Juventude e do Esporte Clube Juventude, um dos fabriqueiros da Catedral e hoje nome de rua.[1]
- Adélia, casada com José Costamilan, grande industrial do vinho,[72] presidente do Esporte Clube Juventude, conselheiro do Recreio da Juventude,[73][74] conselheiro municipal e presidente do Conselho.[75]
- Angelina, casada com João Costamilan, comerciante e hoteleiro.[1]
- Dante, casado com Therezinha Vencato, comerciante, um dos fundadores do Grêmio Esportivo São Pelegrino,[76] diretor da Sociedade Operária São José[77] e dirigente da importante Sociedade Vinícola Rio-Grandense,[1] em seu auge a maior vinícola do Brasil.[78][79]
- Ignez, casada com Deodato Canozzi, caixeiro-viajante.[1]
- Ida, socialite, líder feminina, sócia honorária do Esporte Clube Juventude, uma das fundadoras e primeira presidente do grupo cultural Éden Juventudista, ligado ao Recreio da Juventude,[80][81][82] considerada por Rigon "uma mulher de vanguarda para sua época" e "uma das personalidades mais significativas na história caxiense".[80] Foi casada com Antônio Augusto Frantz, alfaiate, membro da Associação dos Comerciantes,[83] um dos fundadores da Ação Integralista na cidade,[84] premiado enxadrista,[85][86] presidente do Caxias Xadrez Clube,[87] campeão estadual de bocha, chamado por Maineri de “um dos ídolos da bocha em Caxias, durante largos anos um dos esteios da Sociedade Caxiense de Bochas”,[88] e citado pelo historiador Mário Gardelin como "estimado pela cidade inteira".[89]

Com Marietina Sartori:
- João Pery, mais conhecido como Pery, foi casado com Zuleica Santos e desenvolveu insigne trajetória, vereador duas vezes, presidente da Câmara, parlamentar “de reconhecida magnificência”, sobressaindo-se “brilhantemente” em suas funções, como recordou Gardelin,[90] membro da Diretoria do Círculo Operário Caxiense, delegado da Liga de Defesa Nacional, conselheiro da Associação dos Empregados no Comércio, conselheiro do Centro da Indústria Fabril, um dos fundadores do Centro Numismático e Filatélico, além de ser um benemérito do distrito de Galópolis, sendo um dos organizadores e presidente da Cooperativa de Consumo São Pedro Ltda. e gerente da Companhia Lanifício São Pedro S.A. entre 1966 e 1974, grande empresa que dinamizou todo o distrito. Segundo Herédia, ele era “reconhecido por todos como um eficiente administrador, homem de justiça e de seriedade. Trabalhava na fábrica desde 1934, e havia dedicado praticamente toda a sua vida a ela e a Galópolis”.[91]